# Oliver James

Oliver James (2009)

Oliver James Hudson (* 1. Juni 1980 in Ottershaw, Surrey) ist ein britischer Musiker, Songwriter und Schauspieler. In Deutschland ist er vor allem für seine Auftritte in den Filmen Raise Your Voice – Lebe deinen Traum, (2004) mit Hilary Duff und in Was Mädchen wollen, (2003) mit Amanda Bynes bekannt. 

## Leben
James besuchte die Guildford School of Acting in Surrey. Im März 2003 zog er nach Los Angeles, Kalifornien, um eine Filmkarriere zu verfolgen. Im selben Jahr war er in seinem ersten Film zu sehen, Was Mädchen wollen.
Vor seiner Zeit als Schauspieler war James Mitglied einer Boyband, die vom Ex-Manager der Spice Girls, Simon Fuller, gemanagt wurde. Für seine Rolle in Was Mädchen wollen lernte er das Gitarrespielen und nahm für den Soundtrack die Songs Long Time Coming und Greatest Story Ever Told auf. 
Seine Arbeit als Musiker brachte unter anderem die zwei Hits The Distance und Half Life hervor.
James war von Juli 2006 bis 2009 mit Bianca Brown liiert.

## Filmografie (Auswahl)

### Filme
- 2002: School’s Out (Kurzfilm)
- 2003: Was Mädchen wollen (What a Girl Wants)
- 2005: Raise Your Voice – Lebe deinen Traum (Raise Your Voice)
- 2009: Trouble ohne Paddel 2 – Die Natur ruft! (Without a Paddle: Nature's Calling)
- 2011: Roadkill
- 2012: Black Forest

### Fernsehserien
- 2006–2007: The Innocence Project